# アレクサンドル・ドラギーチ
アレクサンドル・ドラギーチ(ルーマニア語: Alexandru Drăghici, (ルーマニア語発音: [alekˈsandru drəˈɡit͡ʃʲ]; 1913年9月27日 – 1993年12月12日) は、ルーマニアの共産政治家。ルーマニア内務大臣、ルーマニア国家安全保障大臣、ルーマニア閣僚評議会副議長、ルーマニア大国民議会議長、ルーマニア大国民議会常任幹部会委員を歴任した。彼は反共産党員や反共主義の地下抵抗運動、ルーマニアの一般国民に対する弾圧が活発であった時期に、秘密警察・セクリターテを統轄していた。
工場労働者であったドラギーチは、20歳ごろから共産主義の地下活動に参加した。違法な政治活動を理由に逮捕され、第二次世界大戦のころには獄中生活を送っていた。戦後のルーマニアにおいて共産体制が正式に確立される直前に抑圧組織に参加した。ゲオルゲ・ゲオルギウ＝デジと知り合い、親しくなったドラギーチは、ルーマニア共産党内で急速に昇進していった。
ドラギーチは、マルクス・レーニン主義に抵抗しようとした特定の集団に対する様々な抑圧運動で悪名高い人物であった。彼は早くから青年運動や教職員の粛清に着手し、アナ・パウケルらモスクワ派の同志の糾弾に加わり、その後、ルーマニア国内に在住するハンガリー人の集団にも注意を向けた。ルクレチウ・パトラシュカーヌの見せしめ裁判や、ローマ・カトリック教会やルーマニア正教会といった宗教団体への締め付け・弾圧にも関わった。一方で、1959年7月28日のルーマニア国立銀行襲撃事件の主犯格、「イオアニッド団」の取り締まりも指揮した。
ゲオルギウ＝デジとドラギーチはともに脱スターリン化に反対したが、彼らは民族共産主義と社会主義的愛国心を説き、これはルーマニアのソ連からの脱却の兆しとなった。ゲオルギウ＝デジの死後もドラギーチは重要な任務を担っていたが、ゲオルギウ＝デジの後継者で新たな指導者となったニコラエ・チャウシェスクと激しく対立した。チャウシェスクは、党内における自身の影響力を利用し、公に知られる形となったセクリターテの悪行について、すべてドラギーチに責任がある、とし、彼を失脚へと追い込んだ。ドラギーチは裁判にかけられることなく、1968年から1989年まで、ブカレストで名前を伏せて暮らしていた。
チェウシェスクによる共産政権の滅亡後、ルーマニア新政府はドラギーチの身柄引き渡しを要求したが、ドラギーチは家族とともにハンガリーにて晩年を過ごした。彼の死の直前に開かれた裁判においては、本人が不在のまま、殺人教唆の罪で有罪判決を受けた。
1993年12月、ハンガリーの首都・ブダペストにて亡くなった。

## 生い立ちと政治活動
1913年、ルーマニア王国・ブザウ県ティーサウ(Tisău)の自治体の農家に生まれた。小学校に4学年在籍し、職業訓練を4年間受けたのち、ルーマニア鉄道(Căile Ferate Române)の錠前師ならびに整備士になった。1930年、あるいは1934年にルーマニア共産党に入党し、1931年から鉄道労働者による労働争議に加わるようになり、ブカレストの鉄道操車場では共産青年指導者として活動するようになった。ルーマニア共産党・プロレタリア派であったドラギーチは、「違法な政治活動に従事している」との理由で窮地に陥り、1935年に逮捕された。1936年、ドラギーチはアナ・パウケル(Ana Pauker)らとともにクラヨーヴァ(Craiova)で裁判にかけられ、9年3カ月の禁錮刑を宣告され、「悪名高き共産主義者」の烙印を押された。ドフターナ(Doftana)、ジラーヴァ(Jilava)、カランセベシュ(Caransebeș)にある各刑務所で過ごしたのち、1944年4月にトゥルグ・ジウ(Târgu Jiu)の捕虜収容所(Prison Camp)に移送された。ドラギーチはこの収容所で、のちにルーマニア共産党の指導者となるゲオルゲ・ゲオルギウ＝デジ(Gheorghe Gheorghiu-Dej)と知り合った。ドラギーチは、ゲオルギウ＝デジを中核としたルーマニア共産党の求心的な派閥に加わった。このころにゲオルギウ＝デジの後任となるニコラエ・チャウシェスク(Nicolae Ceaușescu)とも知り合うが、ドラギーチとチャウシェスクはのちに敵対することとなる。ゲオルギウ＝デジは、将来的に敵対する存在となるであろう者同士を互いに争わせることによって双方を自分の思い通りに動かそうとしていた。これはゲオルギウ＝デジが数十年に亘って採用してきたやり方でもあった。チェウシェスクよりも年上であったドラギーチは、ゲオルギウ＝デジの同房者として、ゲオルギウ＝デジのために働いていたとされる。

## 権力の掌握

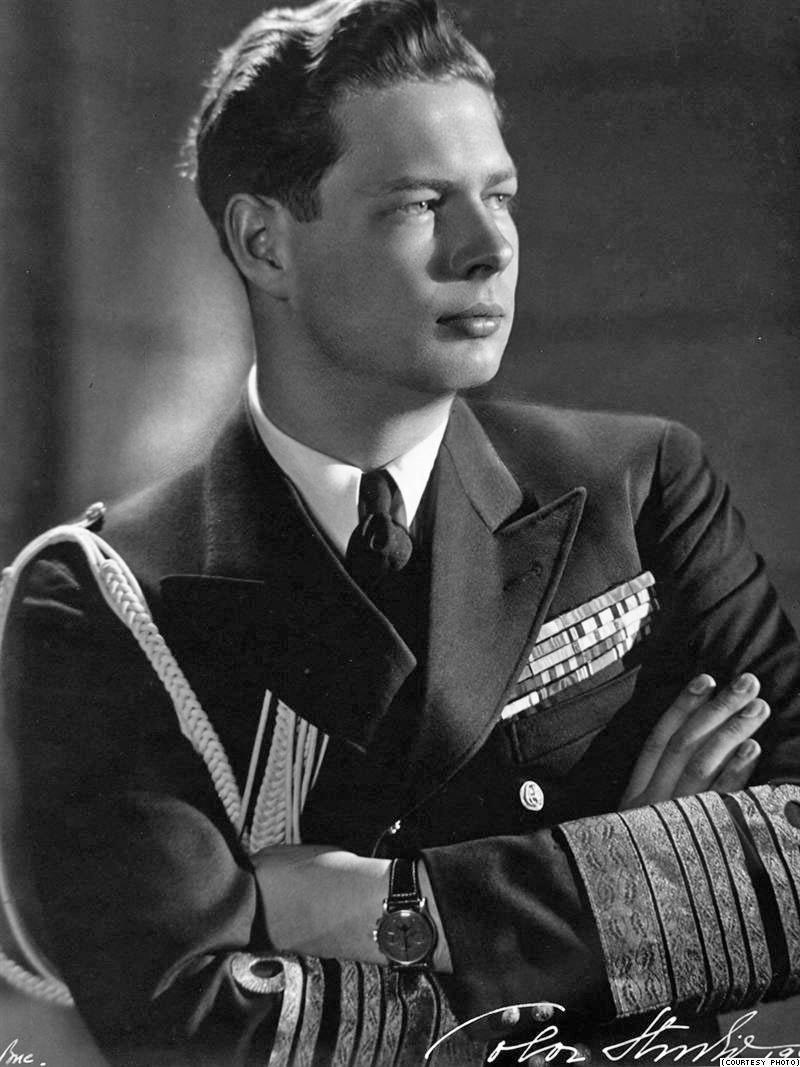
ミハイ一世

1944年8月23日、ルーマニアの君主、ミハイ一世(Mihai I)が宮廷クーデターを起こし、当時のルーマニアの指導者であったイオン・アントネスク(Ion Antonescu)を解任し、逮捕させた。このクーデターに伴い、ドラギーチはゲオルギウ＝デジやニコラエ・チャウシェスクらとともに収容所から釈放された。1945年3月、ドラギーチはルーマニア共産党中央委員会にて勤務することになった。ドラギーチはルーマニア共産党青年局長に就任し、ゲオルゲ・ブラテスク(Gheorghe Brătescu)やコンスタンティン・ドラガン(Constantin Drăgan)と協力して働いた。ブラテスクが回想しているように、当時のドラギーチは党内における大立者の1人であったヴァスィーレ・ルカと対立していた。ルカは、共産主義青年同盟(Union of Communist Youth)を局に編入することに反対しており、1930年代に「若い進歩主義者」の組織を管理するにあたってドラギーチにはその能力が無い点を指摘していた。また、ブラテスクによれば、ドラギーチは活動家の学生に対してルーマニア共産党による統制を強化し、ルーマニア国内におけるキリスト教青年協会(Young Men's Christian Association)のような、共産主義とは無関係の友愛団体を迫害する役割を担っていたという。ゲオルギウ＝デジの派閥が共産貴族（ノーメンクラトゥーラ）となった時期に、ルーマニア鉄道とカランセベシュでの生活の経歴の恩恵を受ける形で、ドラギーチは1945年10月に党中央委員会委員の候補となった。ルーマニアで共産体制が確立されたのち、1948年に正式にルーマニア共産党中央委員会委員となった。1945年5月から1946年6月にかけて、ドラギーチはルーマニア人民法廷(Tribunalele Poporului)における検察官を務めた。この法廷は、戦争犯罪、とりわけ、ルーマニア国内で発生したホロコーストに関連する事件の調査を任務としていた。研究者によれば、ドラギーチが割り当てられたブカレスト支部では、刑を宣告された人数は驚くほど少なく（クルジュ＝ナポカでの668人に比して、187人であった）、その刑罰は一般には軽いものであった、と記録している。ルーマニア共産党の政治・行政部局において、ドラギーチは1948年8月までこの部局で補佐官を務め、1948年から1949年まで局長を務めた。1946年に実施されたルーマニア代議院総選挙で、ドラギーチは下院議員の1人に選出された。フネドアラ(Hunedoara)およびバッカウ(Bacău)地区の代表として、ルーマニア大国民議会(Marea Adunare Națională)にも出席した（1968年まで）。また、ドラギーチは1949年12月から1950年1月までルーマニア大国民議会議長を務め、1965年から1968年にかけてルーマニア大国民議会常任幹部会委員を務めていた。
1949年から1950年にかけて、ドラギーチはブカレスト党委員会の第一書記を務めていた。共産扇動宣伝(Agitprop)の上司であったレオンテ・ロウトと緊密に協力し、ブカレストにある学校の共産化に直接的な影響を及ぼした。ドラギーチはまた、拘留された者や、追放された反ファシスト全国連盟組織の代表に任命され、ドフターナやルペニ(Lupeni)といった地域における共産記念館（1930年代に行われた弾圧と、1929年に行われた同盟罷業の両方を記念する）の選任にも携わった。1950年には、一兵卒から少将に直接昇進し、ルーマニア内務省の政治局長に就任した。1950年以降は党の組織局員、1951年からは内務大臣補佐官を務めた。これら3つの役職は、いずれも1952年5月に失効した。

## 内務大臣

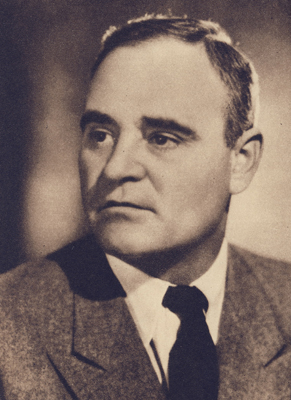
ゲオルゲ・ゲオルギウ＝デジ

ドラギーチは、失脚したテオハリ・ジョルジェスクの後任として、1952年5月から9月までルーマニア内務大臣を務めた。ピテシュティ刑務所(Închisoarea Pitești)では、囚人の1人、エウジェン・ツォルカーノがほかの囚人たちを拷問にかけて服従させるという「再教育」実験が行われていたが、ドラギーチはこれを止めさせた。また、ドラギーチは、ドナウ・黒海運河(Canalul Dunăre–Marea Neagră)に関する見せしめ裁判の準備にも関与していた。
内務大臣としてのドラギーチは、政治犯に対しては拷問、非道な処遇、死刑宣告を奨励した。ルーマニア共産党で財務を担当していたレムス・コフレルを死に追いやってもいる。ゲオルギウ＝デジによる監視のもと、ドラギーチはコフレルへの尋問を指揮し、コフレルを殴らせ、精神的に圧力をかけ、屈辱を味わわせた。1954年4月、コフレルは裁判にかけられ、反逆罪で死刑を宣告され、4月17日にジラーヴァ刑務所で殺された。
ドラギーチは、ルーマニアの西部、ティミショアラ(Timișoara)地方で台頭しつつあった反共主義者の抵抗運動に対して、暴力的な予防措置を採用している。1952年8月14日、彼は同地の警察組織に対し、「犯罪者の一団、無法者、逃亡者の粛清および壊滅」を開始するよう命じた。10月1日、ドラギーチはパーヴェル・アラニーチを省内の「犯罪集団」部門の長に昇進させ、「バナートルイ山脈に潜む遊撃兵・不正規兵たちを根絶やしにすること」を最初の任務として割り当てた。
ドラギーチはまた、ルーマニア共産党との連携を拒否していたルーマニア社会民主党の党員に働きかけようとした。ドラギーチは、当時ゲルラ刑務所(Închisoarea Gherla)に投獄されていたルーマニア社会民主党の党首、イオアン・フルワラーシュに会いに行き、公開懺悔を行えば、それと引き換えにフルワラーシュとその仲間全員を自由にする、と約束したという。その数日後の1953年6月7日、フルワラーシュは、同房者のコンスタンティン・ジュベリアン(Constantin Juberian)とシュテファン・レック(Ștefan Rek)の2人に殴り殺された。このフルワラーシュの殺害については、フルワラーシュがこの取引を断ったのが原因だ、といわれている。ドラギーチの任期中、作家のオアナ・オルレアが、10代の若者たちとともに反革命活動の容疑で訴追された。しかし、ドラギーチはオルレアの叔父で亡命中の音楽業界の著名人、ジョルジェ・エネスク(George Enescu)とも連絡を取っており、エネスクがルーマニアに帰国すればオルレアを釈放するかもしれないことを仄めかした可能性がある。
1952年、ドラギーチは中将に、1955年には上級大将に昇進した。1952年5月に開かれた党大会にて、ドラギーチは、ニコラエ・チャウシェスク、ドミートル・コーリュウとともに党中央委員会政治局委員候補に選出され、1955年12月から1965年7月まで正式の政治局委員であり続けた。1954年以降、ドラギーチは政治局が警察活動に関与する際、それを監督するよう任命され、1948年のルーマニア国民委員会（戦後にできたルーマニアの反共主義組織）を構成する亡命中の政府関係者を含む「外国に移住した最も危険な同国人」の一覧表を起草した。この委員会の委員の1人、アウレル・デチェイは、のちに西ベルリンにて、ルーマニアの対外諜報局『Direcția de Informații Externe』の秘密工作員に拉致された。
1952年9月から1957年3月にかけて、ドラギーチは国家安全保障大臣を務め、ゲオルギウ＝デジやヨスィフ・キシネフスキと緊密に協力して法務大臣のルクレチウ・パトラシュカーヌを拷問し、最終的に死に追いやった。また、ルーマニア国民に対しては残忍なテロリズムを率先して展開した。ゲオルギウ＝デジによる支援を受けつつ、ドラギーチは同志の見せしめ裁判、濡れ衣、粛清を画策した。ゲオルギウ＝デジはドラギーチを信頼し、ドラギーチに対して、自身の娘であるヴァスィリカの見張りを任せたこともあった。ドラギーチによる後援のもと、ゲオルギウ＝デジは党の方針を強めていった。ゲオルギウ＝デジの政治的連絡相手、エヴゲニエ・タナーセ(Evghenie Tănase)は、省の新たな長官に就任した者がセクリターテ(Securitate)の将校全体を入れ替えようとしている、と非難した。ゲオルギウ＝デジの中の隠れた民族主義に触発されたこの措置は、安全保障の問題に関する「相談役」はもはや必要無い、という趣旨をソ連に示そうという意図であった。当時の情報筋によると、ドラギーチは「特別な責任を負う者だけ」が、「従来の規定」の枠組みの中でソ連の顧問による面接を受けることを望んでいたという。ゲオルギウ＝デジとドラギーチは、「メジス事件」と呼ばれる、ルーマニア国内のローマ・カトリック教会の粛清にも着手した。ゲオルギウ＝デジはドラギーチに対し、カトリック教会の指導者を「ルーマニアにそぐわない、敵対心を抱いた団体」の工作員として告訴するよう勧告し、ドラギーチはそれを警察に命令した。その命令書は、文法を無視したルーマニア語で書かれており、その内容はカトリック教徒を密室内で裁判にかけ、その評決を公開するというものであった。宣教師のヴラディミール・ギカ(Vladimir Ghika)は、密室内で拷問されて死亡した。
また、この頃のドラギーチはルーマニア国内在住の反共主義のユダヤ人、ユダヤ民族主義者の迫害にも関与していた。ドラギーチは、あるユダヤ人の女性を弁護したことに対する報復として、ルーマニア人の弁護士、ヴィシュネスク(Vișinescu)の逮捕を承認した。
ドラギーチは部下のイオン・ヴィンスゼとともに、アナ・パウケルとその一派の粛清ならびに党内の派閥の清算にも一役買った。アナ・パウケルとヴァスィーレ・ルカは「残虐行為を働いた」との理由で告発されたが、その主張はドラギーチによる工作が露呈しないよう入念に事を運んだうえでこしらえたものであった。パウケルらを粛清したのち、ドラギーチはショサワ・キセレフ(Șoseaua Kiseleff)に豪華な住居を構え、その近くに住んでいたパウケルは立ち退きを余儀なくされた。ドラギーチは、元同僚のゲオルゲ・ブラテスクを含めて、パウケルの家族の監視にも目を光らせていた。ルーマニア共産党の会議の記録によれば、ドラギーチはブラテスクを「偽装したファシスト」とみなしていた。

## 脱スターリン化

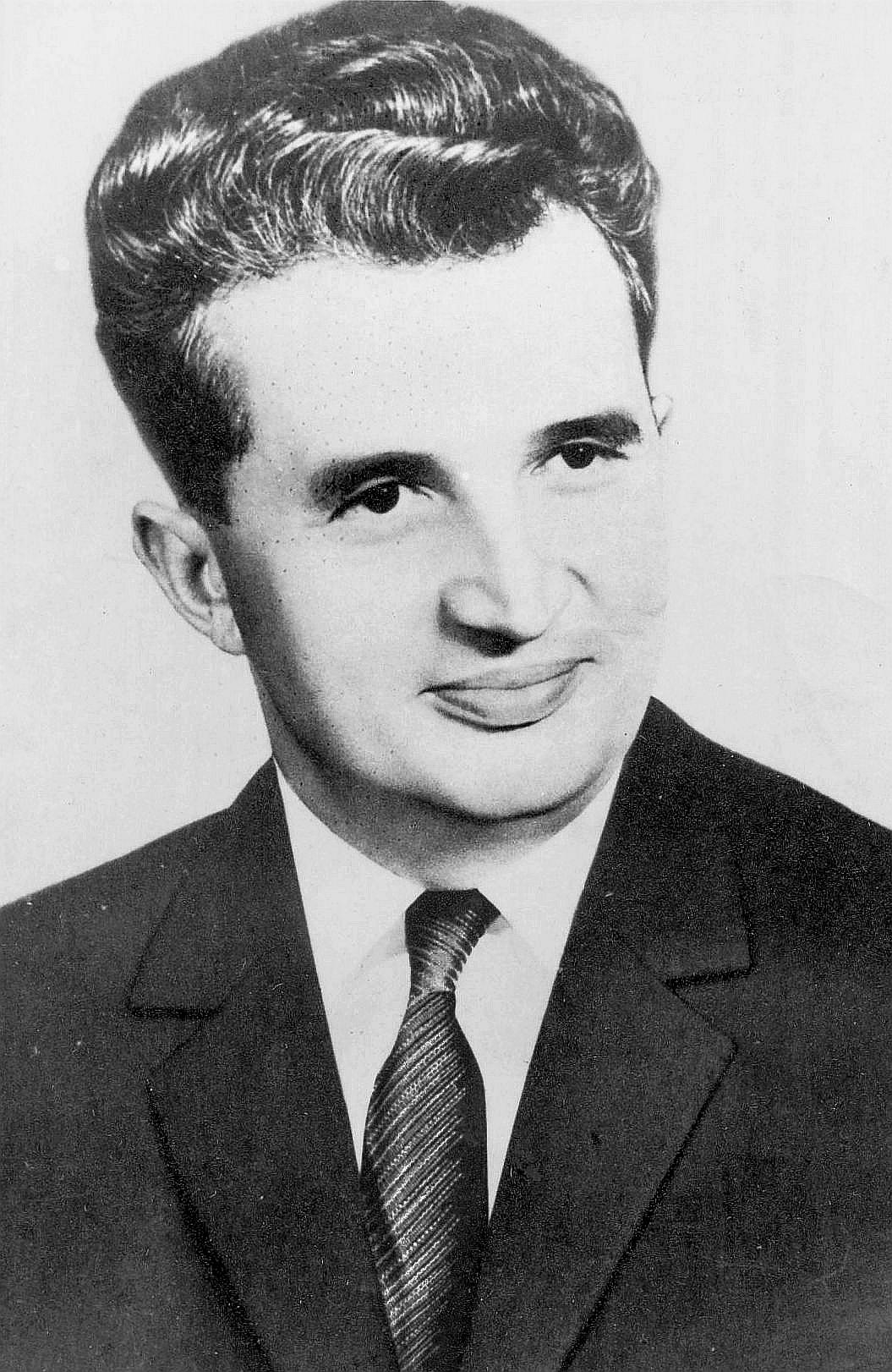
ニコラエ・チャウシェスク

1954年、ドナウ・黒海運河や労働収容所での作業は中止され、刑務所内での暴力行為は違法とされた。1956年2月、ソ連共産党第20回大会が開催され、そこでニキータ・フルシチョフ(Никита Хрущёв)がスターリン批判を展開し、脱スターリン化が公式に始まると、セクリターテは再び警戒態勢に入った。ルーマニアの知識人がフルシチョフによる「公開されていない演説」の噂を初めて耳にし、ルーマニア国内のスターリニズムに疑問を持ち始めると、ドラギーチは秘密警察の監視を学術分野にも拡大させた。ルーマニアにおいては、脱スターリン化の反響はまだ微弱であり、ゲオルギウ＝デジはそのことに触れようとはしなかった。その代償として、ニコラエ・チャウシェスクは1956年3月に行われた一連の会議の場で、ドラギーチに対して、ドラギーチは党を指導する立場にある者との関係を利用して党をセクリターテの統制下に置こうとしている、という趣旨の批判を展開した。政治学者のヴラディミール・ティスマナーノが「狂信的」「冷酷」と評したドラギーチが指揮する秘密警察の残虐性とは対照的に、チャウシェスクは自ら「自由主義者」のように振る舞った。
チャウシェスクは、ドラギーチに対する批判者のうち、より敵意に満ちた者たちとは慎重に距離を置いていた。党内の大立者、エミール・ボドナラーシュも同様であったが、情報資料を党の全体会議で共有しようとしなかったことを理由にドラギーチを批判し、ドラギーチによるルーマニアの秘密警察機関の壟断を制限する旨を示唆する言動を見せた。より反抗的な態度を取る者も現われた。老練の共産政治家、ゲオルゲ・ヴァスィリキはゲオルギウ＝デジを公然と批判し、「ドラギーチ同志が自分のことを『傲慢ではない』と言ったとしても、我々はいまだに個人崇拝を続けているし、傲慢なままだ」と、ドラギーチを不法行為者として名指しで批判した。ドラギーチは、マルクス・レーニン主義の理論家、ミロン・コンスタンティネスクからの攻撃にも耐えた。コンスタンティネスクは弾圧と殺人行為の10年間について、政治局に対して異を唱えた人物でもあった。ドラギーチは再びゲオルギウ＝デジへの支持を表明し、コンスタンティネスクに対して「自分で自分の首を絞めることになるだけだ」と伝え、チャウシェスクも同様にドラギーチの言葉に賛意を示した。
ゲオルギウ＝デジを含む党指導部は、コンスタンティネスクを「党にふさわしくない」と叱責した。中でもドラギーチは、コンスタンティネスクに対して「反党主義・分派主義活動を推進した」という重い評決を要求した 。それでもなお、この対立は、共産党の指導者たちとドラギーチの特別な関係が、長い時の流れに耐えて築かれたものであることを証明した、と指摘する研究者もいる。
1956年、ハンガリーにて動乱が勃発すると、ドラギーチとチャウシェスクは最高司令部の一員となり、治安部隊に対して発砲を命じ、あらゆる手段を講じて動乱を鎮圧する役割を担った。ほかのセクリターテの長官とおなじく、ドラギーチはバーベシュ・ボリヤイ大学(Universitatea Babeș-Bolyai)の指導部と、ハンガリー人の血を引くルーマニア人の学生に対して用心していた。ドラギーチによれば、この大学は党の方針からの逸脱と「ナギ・イムレ(Nagy Imre)の思想」を奨励し、そのような理由から学術機関はセクリターテに浸透していき、最終的には閉鎖されるに至ったという。また、ドラギーチの認可を経て、ハンガリー自治区への統制も強化されるようになった。
その一方で、ナギ・イムレが逮捕され、ルーマニアに連行されてきた際、ドラギーチは、加担した者たちの中ではナギ・イムレがモスクワに送還されることに反対した唯一の人物でもあった。1990年代初頭、ドラギーチはハンガリー政府から気遣いの言葉を送られている。

## 権力の絶頂期
1957年、ドラギーチは内務大臣に再任し、1965年までこれを務めた。ドラギーチの内務大臣再任は、ゲオルギウ＝デジの関与と計画によるものであった。内閣の入れ替えが行われ、ミロン・コンスタンティネスクは脇に追いやられた。
ドラギーチの最優先課題は、「民族主義者のハンガリー人」あるいは「狂信的な優越主義者のマギャール人（ハンガリー民族）」への対処であった。1957年5月、彼は部下に対して「ハンガリー自治区は破壊工作員や反共主義者のイオアン・ファリボガ(Ioan Faliboga)の利敵協力者で溢れている」と述べ、「地元警察は手ぬるい」と遠回しに非難した。さらに、ドラギーチはハンガリー人の教職員の中の「敵対分子」を一掃しようとしない部下を叱責し、ハンガリー人の共同社会の指導的立場にあったマールトン・アーロンとフォドール・パル(Fodor Pál)を裁判にかけるよう要求した。ドラギーチによれば、これらの人物は「民主主義的な国民政権を攪乱させる、明白な目的を抱いた陰謀」で有罪である、とした。ドラギーチの承認のもと、マールトンは軟禁状態に置かれたが、民衆が反乱を起こす恐れは高まった。ルーマニア共産党中央委員会委員でハンガリー人の血を引くファゼカシュ・ヤノシュは、抗議隊と交渉することになった。
ドラギーチは、セクリターテを党の完全な統制下に置き（事実上、セクリターテはゲオルギウ＝デジの指揮下に入った）、ソ連の影響力を削ぐことを目的とした新たな指令を発し始めた。ドラギーチの活動の一部は、前任者のパーヴェル・シュテファン(Pavel Ștefan)がサルチア労働収容所の所長を裁判にかけることを検察に許可した役割を覆すことに注力していた。その管理下において少なくとも63人の囚人が殺害され、ほかの多くの囚人を拷問にかけた廉で有罪を宣告されていた。ドラギーチは、この裁判の判決は誇張されたものだ、と上司に訴えた。1959年、ドラギーチは、サルチア労働収容所で働いていた元職員全員の早期釈放を実現させた。彼らは未払いの給料とともに再雇用され、国から一ヶ月分の休暇を与えられた。
1950年代後半には、反共主義の不正規兵たちは一掃されていた。ドラギーチは、彼らとの戦いを指揮する義務も負っていた。
1957年12月、ドラギーチは、セクリターテがアメリカやイギリスの諜報機関に所属する諜報員を一人も捕らえることができておらず、彼らの「手先」（ギリシア、トルコ、イスラエルの諜報機関）となって働く工作員さえもいないことについて不満を表明した。このことが、ドラギーチが自身の参謀に対して反体制分子と思しき人物に対する諜報活動事件をでっち上げるよう促した可能性がある。
反共主義を掲げた独立した小集団への対処は、セクリターテとほかの警察に一任された。ルーマニア共産党政府はその反共主義の小集団による破壊工作活動に手を焼いていた。
ドラギーチは、1959年7月28日にルーマニアの国立銀行を襲撃した反体制派のユダヤ武装集団、「イオアニッド団」の壊滅にも関与した。この事件について調査を行った記録映画が2001年に公開された。銀行強盗事件の3年後、ルーマニア政府は宣伝映画を製作した。この宣伝映画の中では、実際の銀行強盗の実行犯たちが襲撃時の様子を自ら演じて再現しているが、その撮影の際にドラギーチは彼らに演技指導した可能性がある。事件を担当した検察によれば、逮捕時のイオアニッドたちは、ユダヤ人の共同体を内部から統制する任務を負っていたドラギーチとレオンテ・ロウトの暗殺を準備していたという。
1959年8月、ドラギーチ、ニコラエ・ドイカル、東ドイツの諜報機関、シュターズィ(Stasi)の秘密工作員は、1955年にスイスのベルンにあるルーマニア大使館を襲撃したことで知られるオリヴィオ・ベルダーノの誘拐に成功した。

## 宗教団体への抑圧
1958年以降、ドラギーチは、ファシズム政党・鉄衛団（反共主義、反ユダヤ主義を掲げた。宗教はルーマニア正教会・キリスト教神秘主義）の人材を募集する場所として描写された『Ησυχασμός』（「イスィハズモウス」, 東方正教会における、瞑想を伴った祈りの儀式）の取り締まりにも関与した。ルーマニアが連合国に加盟したのち、国内で活発化する様子を見せたルーマニア正教会の復興に対してルーマニア内務省は注意を向けていた。ドラギーチは党執行部に対し、「修道院の内部には、多くの鉄衛団と反動分子が生存しており、反革命的な思想を吹き込まれた集団が到着するごとに修道僧の数が常に増加を続けている」と報告した。学者のジョルジェ・エナケ(George Enache)は、教会におけるファシストの活動に関するドラギーチの主張について「ばかげている」と述べた。エナケは、投獄されたサンド・トゥドルが率いていた「燃える薪」の祈祷集団は弾圧の中心的な対象であったが、この祈祷集団は鉄衛団とは何の関係も無かった点を指摘し、「ドラギーチは、総主教のジュスティニアン・マリーナを貶めようとしただけに過ぎないのだ」と示唆した。
ドラギーチの勧告により、国は一部の修道院の土地を国有化し、神学校を閉鎖し、50歳未満の女性が修道院に入会することを禁止とした 。教会の修史家であるユスティン・マルキシュによれば、ドラギーチの政策により、少なくとも5000人の修道士と修道女が追放されたという。
ドラギーチは、鉄衛団の地下組織部隊を編成したことを理由に非難された、ルーマニア正教会の大司教、バルトロメウ・アナーニアを監禁するよう、個人的に命じたと言われている。これと同様の口実で、セクリターテは作家のヴァスィーレ・ヴォイコレスクと、「燃える薪」との関わりがあった他の神秘主義者たちを逮捕した。また、ドラギーチは、ルーマニア正教会から分裂した教派「オアスタ・ドムヌルイ」に所属する更生牧師、トライアン・ドルズと対面し、勧誘活動を一切止めるよう求めたと言われている。ドルズはこれを拒否し、すぐさま逮捕された。
さらにドラギーチは、ルーマニア作家同盟の会長、ザハリア・スタンクを糾弾し、失脚に追い込んだ。他の者たちが、スタンクが鉄衛団や神秘主義者と繋がっていることを明らかにした、とされる書類記録を開く一方で、ドラギーチは、「この小説家は1944年以前に投獄された共産主義者たちを秘かに監視していた」と糾弾した。
宗教団体への締め付けの真っ只中、ドラギーチは政治的暴力手段の抹殺を断念し、1963年にアイウド刑務所にて、「政治犯を惑わせ、その士気を削ぐ」ための再教育実験を実施するよう命じた。
ルーマニア正教会の復興に対する弾圧は、後年になってからもドラギーチにとって最重要課題であった。ユスティン・マルキシュは、1962年にドラギーチが提出した報告書の一つを引用しつつ、以下のように述べた。
「ドラギーチは、『未だ人民民主主義国家に立ちはだかる唯一の内敵は、当時、ジュスティニアン・マリーナ総主教が率いていたルーマニア正教会である』と主張した。この事実は、当時の総主教や教会指導者全体が、『（政権に対して）何も抵抗しようとしなかった』と主張する多くの人々と議論する際に強調しておくべきである非常に重要な論点だ、と私は確信する」

## 民族主義

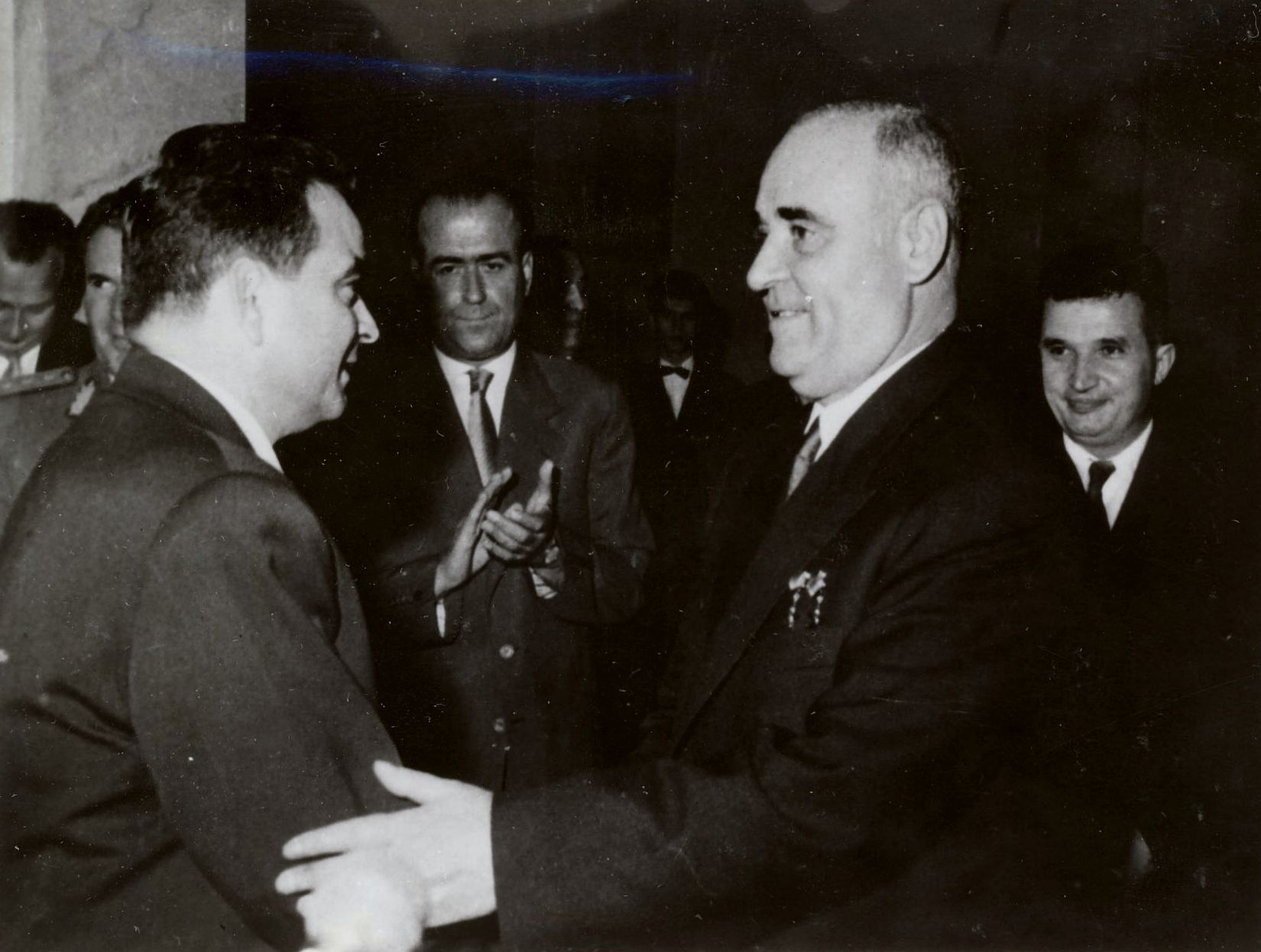
1961年11月8日、ブカレストにて、60歳の誕生日を祝うゲオルギウ＝デジ。後列中央左にいるのがドラギーチ。後列右にいるのはニコラエ・チャウシェスク。

共産党政権による国家の管理がより確実なものになると、ルーマニア内務省の部隊は、抵抗防止措置から暴力性の薄い任務へ推移しつつあった。1964年には、政治的拘留者が釈放され、それとともにかなりの数の人々も釈放された。ドラギーチは、ルーマニア内務省の「犯罪集団」部門に就かせたパーヴェル・アラニーチとの縁を切った。伝えられるところでは、アラニーチは委員会の会議にて、会議の場にあるまじき黄色のシャツを着ていたのが理由であるという。アラニーチは、田舎で働く雑用警察官として左遷された。
ドラギーチ自身は、ほかの政治的任務を与えられた。1961年から1965年および1967年から1968年までルーマニア閣僚評議会副議長、1965年7月から1967年までルーマニア共産党中央委員会書記を務めた。1965年から1968年まで、ルーマニア共産党執行委員会およびルーマニア大国民議会常任幹部会委員も務めていた。
抗戦隊の孤立地域の多くは鎮圧され、それと並行して政権の人気は上昇していった。
ゲオルギウ＝デジとニキータ・フルシチョフ(Никита Хрущев)の意見の不一致により、ルーマニアはソ連から離れ、東ヨーロッパの中で独立の色を強めつつあった。1964年4月、「ルーマニアはもはやソ連を受け入れることはできない」という趣旨の「ルーマニア党宣言」が公式に発表され、これはセクリターテの職員が最初に指揮した。
このような情報提供の間中、ドラギーチはルーマニア党宣言の枠組みを超える語調で、ソ連に対して強い非難を発した。それは、「フルシチョフの報道機関がルーマニアを『ロマ族の国』として描いている点、ソ連からの特命使節が、主催者に対して過度に疑い深い点、ソヴロム（SovRom, ルーマニアとソ連の経済企業。ソ連が資源を確保するための手段として設立された。1956年に解散）のような企業が、第二世界（共産圏東部）でジョークの標的にされ、さらにはソ連はルーマニアを併合しようとしているのだ」というものであった。
ドラギーチは、1950年代のロシア化の容認に注意を向けつつ、以下のように叫んだ。
「同志諸君よ。この世界には、ロシア人が関わってこない発明や新しい物事は一つも無い。新たな事実や新たな発明について、実はロシア人が事前に『発見』していたのだ、と宣言しようとするのだ！」
ドラギーチは、ソヴロムの技師を引き合いに出しつつ、ルーマニア人に対するソ連の扱いを、アパルトヘイト（人種差別政策）と比較した。
ルーマニアは、ユーゴスラヴィアの指導者、ヨシップ・ブロズ・ティトー(Јосип Броз Тито)の政策を非難したが、ドラギーチはヨシフ・スターリン(Иосиф Сталин)に対して反抗的であったティトーに敬意を示していた。
ゲオルギウ＝デジは、共産主義者が用いる、ありふれた美辞麗句による「資本主義的な民族主義」と定義される伝統的な反ロシア感情が一般国民の間で周知されていることに気が付くまで、この党宣言の人気の真意に満足を見せていた。歴史家のウォルター・M・ベイケン・ジュニア(Walter M. Bacon, Jr.)によれば、ゲオルギウ＝デジの「『資本主義的な民族主義』の感情を『社会主義的愛国心』のそれに置き換える」という試みは、ドラギーチの考案した政治計画に基づいたものであったが、「ほぼ失敗に終わった」という。
ドラギーチはまた、セクリターテが始めた「偽情報」（真実を隠蔽したり、人を騙したり混乱させるために発信される虚偽の情報）を駆使した作戦にも関与していた。ドラギーチは、偽物の反共主義の信任状をスィルヴィウ・クラチュナーシュ(Silviu Crăciunaș)に持たせてワシントンD.C.のルーマニア国民委員会に送り込み、政治犯のヘラント・トロスィアン(Herant Torosian)を釈放し、クラチュナーシュを通して、外貨の見返りに西側への出国の許可を示唆した。この計画案は、ルーマニア系アメリカ人の亡命者たちの間で、クラチュナーシュに対する誤った信頼を生み出せるという利点もあった。
ドラギーチによれば、ルーマニア国民を他国に売り渡す行為は日常茶飯事であり、とりわけイスラエルに移住しようとするユダヤ人についてはなおさらであった。ドラギーチは、これを資金源に625万ドルを集め、それによって国の予算を富ませた、と主張した。歴史家のマリウス・オプラが指摘するように、ドラギーチのこの構想は、党の内外で繰り返し行われていた反ユダヤ主義者の粛清の集大成であった。

## 失脚・凋落

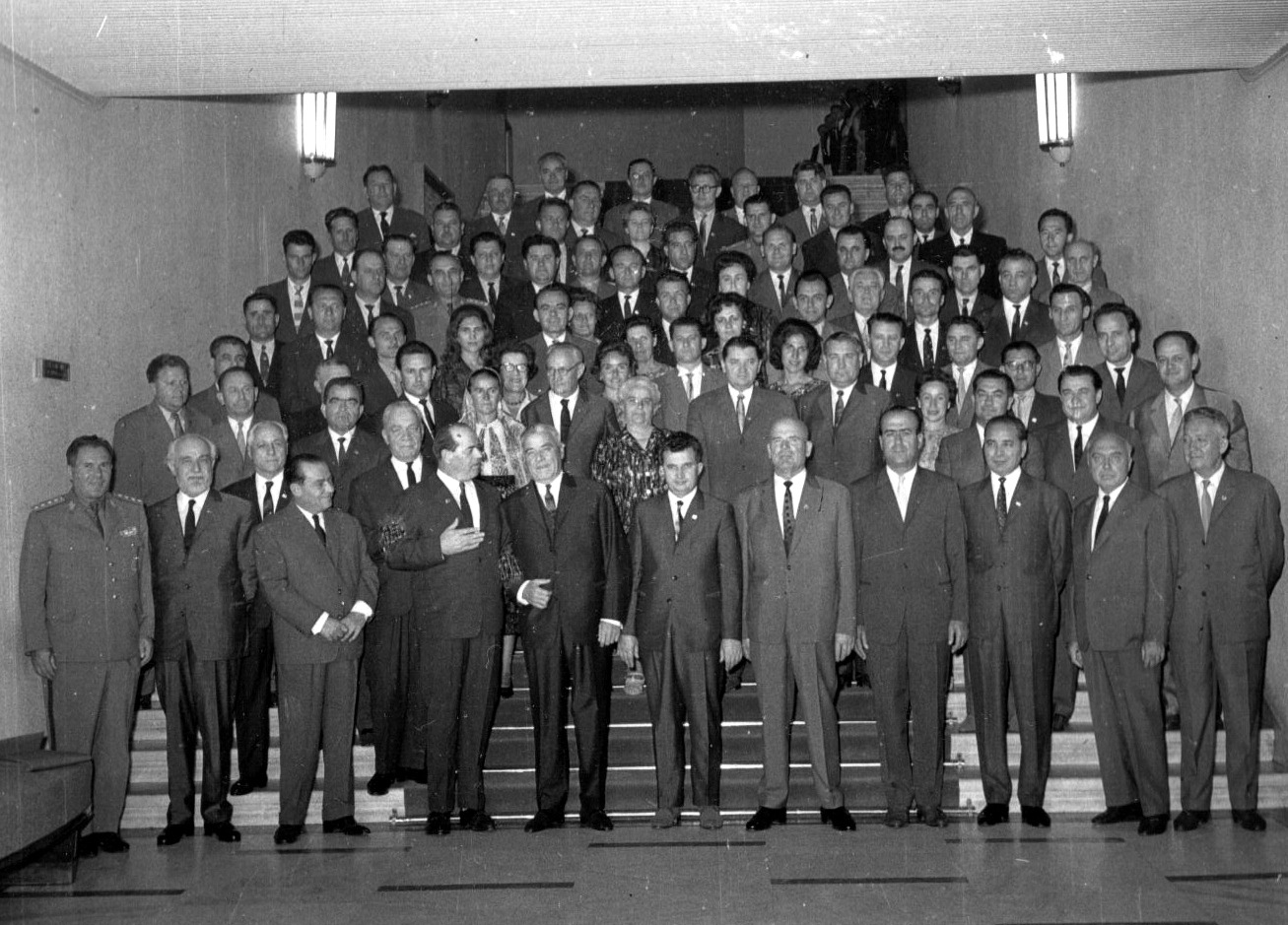
1965年、チャウシェスク（最前列中央）率いる共産党幹部がハンガリー自治区を訪問した際の様子。前列右から4番目の人物がドラギーチ。

1965年3月19日、ゲオルギウ＝デジが肺癌で亡くなった。ドラギーチが党内で権力を掌握するのを危惧したイオン・ゲオルゲ・マオレル、キヴ・ストイカ、エミール・ボドナラーシュは、党の新たな指導者としてニコラエ・チャウシェスクを支持した。チャウシェスクはニキータ・フルシチョフに抵抗しようとしたのに対して、ドラギーチはソ連に忠実に追随していると見なされていた、とマオレルは考えていた。歴史家のウォルター・M・ベイケン・ジュニアは、「ゲオルギウ＝デジの死後、党の上役であるアレクサンドル・ドラギーチが権力を握るためにチャウシェスクに戦いを挑んだほど、党の力は強大であった。1960年代の後半に、ドラギーチの粛清と短期間の自由化を実行できたのは、チャウシェスクの政治的機敏さと自信を示す証拠である」と書いた。その予備段階の措置として、チャウシェスクはドラギーチを側近に据え、かつての部下を内務省に配属した。この昇進は、実際にはドラギーチの政治的経歴にとって「終わりの始まり」でもあった。
自由化について語ることにより、チャウシェスクはゲオルギウ＝デジの時代に行われた政治的抑圧と文化的な教条主義が最も顕著であった代表的人物、ドラギーチとレオンテ・ロウトの2人の中立化を予見した。1965年末から1966年初頭にかけて、チャウシェスクは政治的書類記録の専門家、ヴァスィーレ・パティリネツに対して、ドラギーチの高位職への対応に関する幅広い調査の一環として、「ルクレチウ・パトラシュカーヌの処刑にドラギーチがどのように関与したか」について文書をまとめ上げるよう要請した。ドラギーチのもとでなされた悪行が公然と知れ渡ると、チャウシェスクは党を「浄化」するため、ドラギーチの排除に着手した。チャウシェスクは、1952年から1965年にかけて行われた全ての弾圧の悪玉化としてセクリターテの元責任者を挙げ、1956年のハンガリー動乱のあとに推進された打擲行為の認識の無さを主張した。
また、ドラギーチは、「行政区域の破棄」という民族共産主義の計画に反し、ハンガリー人の自治権の継続を支持したことにより、そうとは知らずにチャウシェスクを怒らせてしまった。
一方で、チャウシェスクが1966年に公布した堕胎禁止令にドラギーチは支持を表明しており、出生主義を含む他の政策面で、チャウシェスクとドラギーチの意見が一致したこともある。
1968年4月に行われたルーマニア共産党本会議総会の場で、ドラギーチは党の支配権を巡ってチャウシェスクと対立し、権力の座から転落した。この本会議総会において、1954年に処刑されたルクレチウ・パトラシュカーヌの名誉回復が採択され、ドラギーチは党から完全に駆逐された。また、その年のうちに、ルーマニア共産党中央委員会政治局、ルーマニア大国民議会常任幹部会、閣僚評議会から除名され、さらには将校の地位から予備役の兵卒に降格させられた。しかしながら、ドラギーチはあまりにも多くの不名誉な情報を知っていたためか、それ以上の棄損を被ることは無かった。
1968年にブフタ(Buftea)にある国営農業の工場の責任者として派遣されたドラギーチは、1972年にこれを引退した。旧世代の党員としてドラギーチには高額の年金が支給され、ドロバンチ(Dorobanți)にある高級な別荘に住み続けた。
1980年代、食料品を買うために列に並び、強張った表情で目を背けるドラギーチの姿が時折目撃されていた。
この10年間の後半で、チャウシェスク政権の孤立化が進み、自滅したように見えたことで、ドラギーチはそれに対して喜びを感じていた、と伝えられている。

## 晩年
1989年12月、ルーマニアで革命が勃発し、ニコラエ・チャウシェスクは、妻のエレナ・チャウシェスク(Elena Ceaușescu)とともに処刑され、ルーマニアの共産体制は終焉を迎えた。1991年10月、元政治犯たちが、1960年代後半に行われたドラギーチに対する裁判の再開を要求すると、ドラギーチは妻とともにハンガリーの首都、ブダペストに逃亡した。ここにはドラギーチの娘が住んでおり、1988年に娘はハンガリーに移住していた。
チャウシェスク政権滅亡後のルーマニア新政府は欧州評議会(Council of Europe)への加盟を目指しており、「チャウシェスク大統領に反対する者を拷問にかけた者たち」が実際に裁判を受けている証拠として、ドラギーチ（およびドラギーチの同僚、ジョルジェ・ホモシュタン、トゥドール・ポステルニクの起訴）の裁判の様子を引き合いに出した。
1992年8月、ルーマニアの検事総長は、ハンガリー政府に対してドラギーチの身柄引き渡しを要求したが、「ハンガリーの法律では時効を迎えている」とし、この申し出は12月に拒否された。その一方で、ハンガリーの法務省はこれについて「最終決定ではない」趣旨を明記し、ルーマニア政府に対してさらなる情報提供を要請した。1992年12月、ルーマニア政府は「1989年に革命が起こったことにより、時効が一時的に停止していた」と主張し、ドラギーチの身柄引き渡しを再び要求したが、この主張は法的な面で心もとない方策であった。ハンガリー政府はこの要求を再び拒否した。
1993年、ドラギーチに対して新たな告発が行われた。トランスィルヴァニア地方にあるスィヴィウにて、イブラーヒム・セフィツ(Ibrahim Sefit)の暗殺を命じた、というものであった。イブラーヒム・セフィツはアダ・カレ(Ada Kaleh, ドナウ川にある島で、多くのトルコ人が住む)出身で、精神病患者であり、アルコール依存症のトルコ人であった。1954年、セフィツはドラギーチが食事していた簡易食堂で騒乱を起こし、ドラギーチに向かって悪罵した。ドラギーチはセフィツを殺すよう命じた。セフィツは逮捕され、その日の夜、セクリターテの4人の将校団に森に連れて行かれた。セフィツは銃で撃たれて死亡し、その場に埋葬された。
1993年5月、ドラギーチ本人が不在のまま、欠席裁判が始まった。彼はこの裁判で殺人教唆の罪で有罪を宣告された。

## 死
1993年12月12日、ドラギーチはブダペストで亡くなった。ドラギーチは一切の取材訪問を拒否し、悔恨の情を示した様子は見られなかった。ドラギーチの遺骸は火葬され、その遺灰は遺族が母国ルーマニアにこっそり持ち帰った。ブカレストにあるベルー墓地(Cimitirul Bellu)は、ドラギーチのための墓の設置を拒否したが、2003年に宗教的儀式が執り行われたのち、最終的に埋葬されるに至った。
その頃、ルーマニア下院議会（ルーマニア大国民議会の名目上の後継的存在）の歴代の議長に敬意を表す目的の公式写真展示室にドラギーチの肖像画が展示されたことで、論争が勃発した。

## その後
ドラギーチは、ブカレスト生まれのハンガリー人女性、ツィコ・マルタ(Czikó Márta)と結婚した。ルーマニア共産党が非合法の存在とされたとき、彼女は党の活動家として動いていた。彼女の2人の兄弟、ナンドル(Nándor)とルリンツ(Lőrinc)は、左翼の過激派団体、「ハンガリー人民連合」(Magyar Népi Szövetség)の構成員であった。
ドラギーチとマルタは獄中で知り合った。2人は結婚し、一男一女が生まれた。
ドラギーチは筋金入りの無神論者であった。ローマ・カトリック教会の家庭に生まれたマルタも無宗教であり、子供たちも受洗しなかった。
マルタの存在はパーヴェル・アラニーチの党内での昇進に貢献した可能性があるが、エレナ・チャウシェスクにはひどく嫌われていた。潜伏生活を送っていたころのエレナは、マルタの示した影響力に比べてはるかに見劣りするものであった。
マルタの家族を通して、ドラギーチには、イオアニッド団の首領であったアレクサンドル・"リカ"・イオアニッド(Alexandru "Lică" Ioanid)とポール・イオアニッド(Paul Ioanid, アレクサンドルの弟)の2人と関係していた時期がある。アレクサンドル・イオアニッドは、ドラギーチの義理の妹と結婚していた。彼ら2人は、セクリターテの最も著名な犠牲者であった。この関係はドラギーチを困らせ、長い間秘匿されていた。
ルーマニアの歴史家、アレックス・ミハイ・ストエネスクが1998年に発表した小説『Prizonier în Europa』（『ヨーロッパの中の囚人』）では、ゲオルギウ＝デジ、チャウシェスク、アナ・パウケル、ドラギーチが主要登場人物として描かれている。この小説では、セクリターテの長官（ドラギーチ）が他の指導者たちと込み入った関係にあり、ゲオルギウ＝デジの抱えている秘密をソ連の首脳に伝える様子が描かれている。物語の重要な場面では、ルーマニアの共産主義者たちが見守る中、ニキータ・フルシチョフがドラギーチの役務に対して無線受信機を報酬として与える描写があるが、この受信機はほとんど役に立っていない。

## 参考
1. 1 2 3 4 5 6 7  “"Am adus cenusa lui Alexandru Draghici in Romania, ascunsa sub bancheta masinii"” [私はアレクサンドル・ドラギーチの遺灰を車の座席の下に隠してルーマニアに持ち込んだ]. Jurnalul Național (2004年2月3日). 2012年3月9日時点のオリジナルよりアーカイブ。2022年2月25日閲覧。
2. 1 2 3 4 5 6 7 8 9 10 11 12 13 14  “Biografiile nomenklaturii” [ある共産貴族の一代記]. crimele comunismului. 2010年6月20日時点のオリジナルよりアーカイブ。2022年2月25日閲覧。
3. 1 2  Grigore and Șerbu, p. 311; S. Neagoe, p. 248
4. ↑  Grigore and Șerbu, p. 311
5. 1 2 3  S. Neagoe, p. 248
6. ↑  Neagoe-Pleșa, p. 157
7. ↑  Neagoe-Pleșa, pp. 157, 158
8. ↑  Brătescu, pp. 184-88
9. ↑  Brătescu, p. 186
10. ↑  Brătescu, pp. 187-88, 189–90
11. ↑  Bottoni, p. 205; Neagoe-Pleșa, p. 150
12. 1 2 3 4 5 6 7  S. Neagoe, p. 249
13. ↑  Final Report of the International Commission on the Holocaust in Romania, Polirom, Iași, 2004, pp. 313–14. ISBN 973-681-989-2
14. 1 2  Banu and Banu, p. 11; S. Neagoe, p. 249
15. ↑  Tismăneanu and Vasile, pp. 257-61
16. ↑  Cristian Vasile, Literatura și artele în România comunistă. 1948–1953, Humanitas publishing house, Bucharest, 2010, p. 166. ISBN 978-973-50-2773-5
17. ↑  Banu and Banu, pp. 11-2; S. Neagoe, p. 249; Neagoe-Pleșa, p. 158
18. 1 2 3 4 5 6 7 8 9  Mihai Pelin (2007年5月19日). “Alexandru Drăghici – biografia unui asasin”. Gardianul. 2008年3月4日時点のオリジナルよりアーカイブ。2022年2月25日閲覧。
19. ↑  Stelian Tănase. “Koffler, cu K de la Kafka (de Stelian Tanase)”. Cuvântul. 2012年8月1日時点のオリジナルよりアーカイブ。2022年2月25日閲覧。
20. ↑  RUXANDRA CESEREANU (2007年6月22日). “Fortareata fisurata a Securitatii” [破られた警備要塞]. revista 22. 2012年6月15日時点のオリジナルよりアーカイブ。2022年2月25日閲覧。
21. 1 2  Marius Oprea (2007年10月19日). “Fiul bucataresei (V)”. ZIARUL DE DUMINICĂ. 2014年2月18日時点のオリジナルよりアーカイブ。2022年2月25日閲覧。
22. ↑  Sorin Radu. “Lichidarea social-democrației din România. Cazul Ion Flueraș” (pdf). Annales Universitatis Apulensis, Series Historica, Nr. 10/I, 2006, pp. 129–30. 2014年3月24日時点のオリジナルよりアーカイブ。 Template:Cite webの呼び出しエラー：引数 accessdate は必須です。
23. ↑  Iulia POPOVICI (2008年9月). “Istoria unor turnătorii” [密告の歴史]. observator cultural. 2013年10月19日時点のオリジナルよりアーカイブ。2022年2月25日閲覧。
24. ↑  Tismăneanu, p. 131
25. ↑  Bottoni, p. 205
26. ↑  Liviu Țârău (2001年). “Iuliu Maniu și Constantin I.C. Brătianu comemorați la Istanbul, în ianuarie 1956”. Universitatea „Babeş-Bolyai” din Cluj-Napoca. 2004年11月13日時点のオリジナルよりアーカイブ。2022年2月25日閲覧。
27. ↑  Grigore and Șerbu, p. 311; S. Neagoe, p. 249
28. ↑  Neagoe-Pleșa, p. 159; Tismăneanu, p. 301
29. ↑  Neagoe-Pleșa, p. 159
30. ↑  Banu and Banu, pp. 11–2
31. ↑  Banu and Banu, p. 12
32. 1 2 3 4  Banu and Banu, p. 13
33. 1 2  Ondine Gherguț (2007年8月22日). “Monseniorul Ghika, un sfant sub ciomege”. România Liberă. 2010年9月23日時点のオリジナルよりアーカイブ。2022年2月25日閲覧。
34. ↑  Teodor WEXLER (2002年1月). “De ce am colaborat la redactarea volumelor Anchete si procese uitate”. Observator Cultural. 2014年3月24日時点のオリジナルよりアーカイブ。2022年2月25日閲覧。
35. ↑  Bottoni, p. 115
36. ↑  E. Neagoe, p. 140
37. ↑  Brătescu, p. 267
38. ↑  Brătescu, pp. 288, 396
39. 1 2  Grigore and Șerbu, p. 312
40. ↑  Pleșa, p. 222
41. ↑  Tismăneanu, pp. 147, 186
42. ↑  E. Neagoe, p. 145
43. ↑  Bottoni, p. 206; E. Neagoe, p. 151
44. ↑  E. Neagoe, pp. 156–57
45. ↑  Bottoni, pp. 225–26; Tismăneanu, p. 153
46. ↑  Bottoni, pp. 238–39
47. ↑  Bottoni, p. 240
48. ↑  Bottoni, pp. 205, 242–43; S. Neagoe, p. 248
49. ↑  Bottoni, pp. 242–43
50. ↑  Bottoni, pp. 246–47
51. ↑  Bottoni, p. 244
52. ↑  Bottoni, p. 262
53. ↑  Banu and Banu, pp. 14–5
54. 1 2  “STUDIUM , Revista studenţilor, masteranzilor şi doctoranzilorîn istorie” (PDF). Universitatea „Dunărea de Jos” din Galațilisher. 2012年6月18日時点のオリジナルよりアーカイブ。2022年2月25日閲覧。
55. 1 2  Serenela Ghițeanu (2010年10月5日). “Infernul ascuns”. Revista 22. 2011年1月6日時点のオリジナルよりアーカイブ。2022年2月25日閲覧。
56. ↑  Pleșa, p. 223
57. ↑  Stelian Tănase (2005年10月). “Din subterana”. Observator Cultural. 2014年3月24日時点のオリジナルよりアーカイブ。2022年2月25日閲覧。
58. ↑  Tismăneanu and Vasile, pp. 23, 103
59. ↑  Gabriela Boeriu, Lucia Hossu Longin (2008年3月4日). “Ministerul Adevărului”. Jurnalul Național. 2014年3月24日時点のオリジナルよりアーカイブ。2022年2月25日閲覧。
60. 1 2  Serenela Ghițeanu (2008年8月27日). “Patimile lui Zahei”. Revista 22. 2014年3月24日時点のオリジナルよりアーカイブ。2022年2月25日閲覧。
61. ↑  Enache, pp. 142–44, 150–51
62. ↑  Enache, pp. 150–51
63. 1 2  Nicolae Stroescu Stînișoară, Iustin Marchiș (2006年6月). “Biserica și represiunea”. Convorbiri Literare. 2009年3月8日時点のオリジナルよりアーカイブ。2022年2月25日閲覧。
64. ↑  Ștefan Cazimir (2009年). “Ce straniu poate fi destinul unui om!”. România Literară. 2009年10月17日時点のオリジナルよりアーカイブ。2022年2月25日閲覧。
65. ↑  “În numele credinţei”. Jurnalul Național (2009年6月20日). 2014年3月24日時点のオリジナルよりアーカイブ。2022年2月25日閲覧。
66. ↑  Cornel Ungureanu (2007年). “Istoria critica a literaturii române”. România Literară. 2010年6月11日時点のオリジナルよりアーカイブ。2022年2月25日閲覧。
67. ↑  Alexandru Daniel Popescu, Petre Țuțea: Between Sacrifice and Suicide, Ashgate Publishing, Aldershot & Burlington, 2004, pp. 72, 84. ISBN 0-7546-3550-3
68. ↑  Grigore and Șerbu, p. 313
69. ↑  Marius Oprea (2007年11月16日). “Fiul bucataresei (VII)”. Ziarul Financiar. 2014年2月18日時点のオリジナルよりアーカイブ。2022年2月25日閲覧。
70. ↑  Banu and Banu, pp. 15–22
71. ↑  Banu and Banu, p. 19
72. ↑  Banu and Banu, p. 18
73. ↑  Banu and Banu, p. 21
74. ↑  Bacon, p. 172
75. ↑  Marius Oprea (2008年2月22日). “O istorie cu spioni (V)”. Ziarul Financiar. 2014年2月18日時点のオリジナルよりアーカイブ。2022年2月25日閲覧。
76. 1 2  Marius Oprea (2002年1月29日). “Emigrarea: un reflex de păstrare a identității”. Observator Cultural. 2013年1月13日時点のオリジナルよりアーカイブ。2022年11月1日閲覧。
77. ↑  “Calendar 19 martie: 1965 - Gheorghe Gheorghiu-Dej a murit din cauza unui dublu cancer galopant”. Historia. 2022年10月5日閲覧。
78. ↑  Tismăneanu, p. 185
79. ↑  Bacon, p. 178
80. ↑  Bacon, p. 179; Neagoe-Pleșa, p. 159; Tismăneanu, p. 196
81. ↑  Tismăneanu, p. 194
82. ↑  Tismăneanu, p. 196
83. ↑  “Cum l-a salvat Maurer pe Drăghici de la pușcărie”. Jurnalul Național (2004年2月14日). 2014年3月24日時点のオリジナルよりアーカイブ。2022年2月25日閲覧。
84. ↑  Bottoni, pp. 225–226
85. ↑  EMANUEL COPILAȘ. “Maghiari, germani şi evrei în România lui Ceauşescu (I)”. Sfera Politicii. 2014年3月24日時点のオリジナルよりアーカイブ。2022年2月25日閲覧。
86. ↑  Elena Bărbulescu, Mihai Croitor, Alexandru Onojescu. “DOCUMENTE PRIVIND POLITICA SANITARĂ ÎN ROMÂNIA (1965—1989)” (PDF). Editura Mega, Cluj-Napoca, 2010, pp. 10–1. ISBN 978-606-543-103-4. 2013年4月2日時点のオリジナルよりアーカイブ。2022年10月27日閲覧。
87. ↑  Lavinia Betea (2012年12月16日). “VIAŢA LUI CEAUŞESCU Marele bal – reabilitarea lui Pătrăşcanu şi excluderea lui Drăghici”. Adevărul. 2012年12月30日時点のオリジナルよりアーカイブ。2022年2月25日閲覧。
88. ↑  Christian Levant (2007年10月20日). “Ceaușescu decapitează Securitatea lui Gheorghiu Dej”. Adevărul. 2011年12月3日時点のオリジナルよりアーカイブ。2022年2月25日閲覧。
89. ↑  Brătescu, p. 396
90. 1 2 3 4  Dennis Deletant, "The Security Services since 1989: Turning over a New Leaf", in Henry F. Carey (ed.), Romania since 1989: Politics, Economics, and Society, Lexington Books, Lexington, 2004, p. 505. ISBN 0-7391-0592-2
91. ↑  "Doc. 6918", in Parliamentary Assembly, Forty-fourth Ordinary Session (Seventh Part). Documents, Working Papers, Vol. XIII, Council of Europe, Publishing and Documentation Service, Strasbourg, 1993, pp. 17–8. ISBN 92-871-2409-4
92. ↑  Toma Roman Jr. (2011年7月4日). “Exploatarea servitorului în comunism”. Jurnalul Național. 2014年3月24日時点のオリジナルよりアーカイブ。2022年2月25日閲覧。
93. ↑  Cicerone Ionițoiu. “Victimele terorii comuniste. Arestați, torturați, întemnițați, uciși. Dicționar S, pp. 182–83;” (PDF). 2014年3月24日時点のオリジナルよりアーカイブ。2022年2月25日閲覧。
94. ↑  Romulus Rusan. “Intrarea în NATO a lui Alexandru Drăghici”. Revista 22. 2009年5月15日時点のオリジナルよりアーカイブ。2022年2月25日閲覧。
95. ↑  Hilda Hencz. “BUCUREŞTIUL  MAGHIA RSCURTĂ ISTORIE A MAGHIARILOR DIN BUCUREŞTI DE LA ÎNCEPUTURI PÂNĂ ÎN PREZENT” (PDF). Editura Biblioteca Bucureștilor, Bucharest, 2011, p. 185. ISBN 978-973-8369-97-9. 2014年3月24日時点のオリジナルよりアーカイブ。2022年2月25日閲覧。
96. ↑  Tismăneanu, p. 205
97. ↑  Brătescu, p. 288
98. ↑  Alex. Ştefănescu (1999年). “Gheorghe Gheorghiu-Dej ca personaj de roman”. România Literară. 2014年3月24日時点のオリジナルよりアーカイブ。2022年2月25日閲覧。